# Туризм у Румунії
Туризм у Румунії — є однією з провідних сфер економіки Румунії. Держава на перехресті східної, центральної та південно-східної Європи. Велика кількість пам'яток всесвітньої спадщини ЮНЕСКО, приголомшливі краєвиди гір і місцева автентика робить Румунію цікавою країною для мандрівок.

Кількість прибуттів

Прямий внесок туристичного сектору Румунії у валовий внутрішній продукт (ВВП) у 2018 році склав приблизно 5,21 мільярда євро, що трохи більше, ніж у 2017 році, що допомогло Румунії зайняти 32 місце у світі, випереджаючи Словаччину та Болгарію, але поступаючись таким країнам як: Греції та Чехії. Загальний внесок туристичного сектору в економіку Румунії, який також включає інвестиції та витрати, склав близько 15,3 мільярда євро у 2018 році, що на 8,4 % більше, ніж у 2017 році.
За перші три місяці 2018 року Румунію відвідало близько 3,12 мільйона осіб іноземних туристів. Порівняно з відповідними 3 місяцями минулого року прибуттів на 10,9 % більше, а ночівель у закладах розміщення — на 7,1 %.
За перші дев'ять місяців 2019 року до Румунії прибуло майже 10 мільйонів іноземних туристів. Порівняно з аналогічними 9 місяцями минулого року прибуття зросли на 10,2 %.
За даними національної туристичної статистики, у 2018 році в місцях розміщення зупинилися 15,7 мільйона вітчизняних та іноземних туристів. З них 2,2 мільйона зареєстровані як іноземні туристи.
Найбільш відвідуваними містами Румунії є Бухарест, Констанца, Брашов, Тімішоара, Сібіу, Алба-Юлія, Клуж-Напока, Сігішоара та Ясси. Природні туристичні об'єкти включають річку Дунай, Карпатські гори та Чорне море.

## Світова спадщина ЮНЕСКО у Румунії

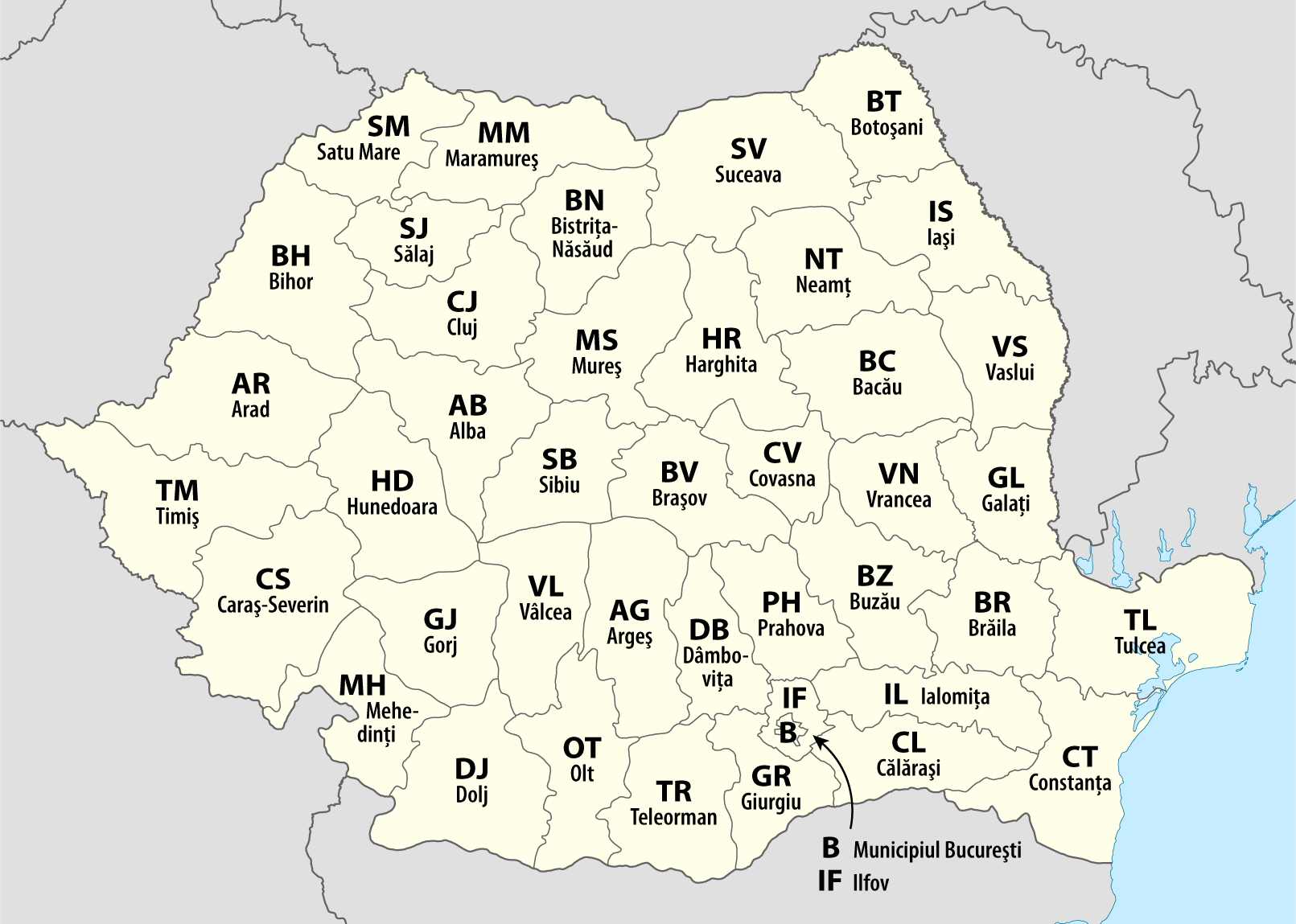
Адміністративний поділ Румунії

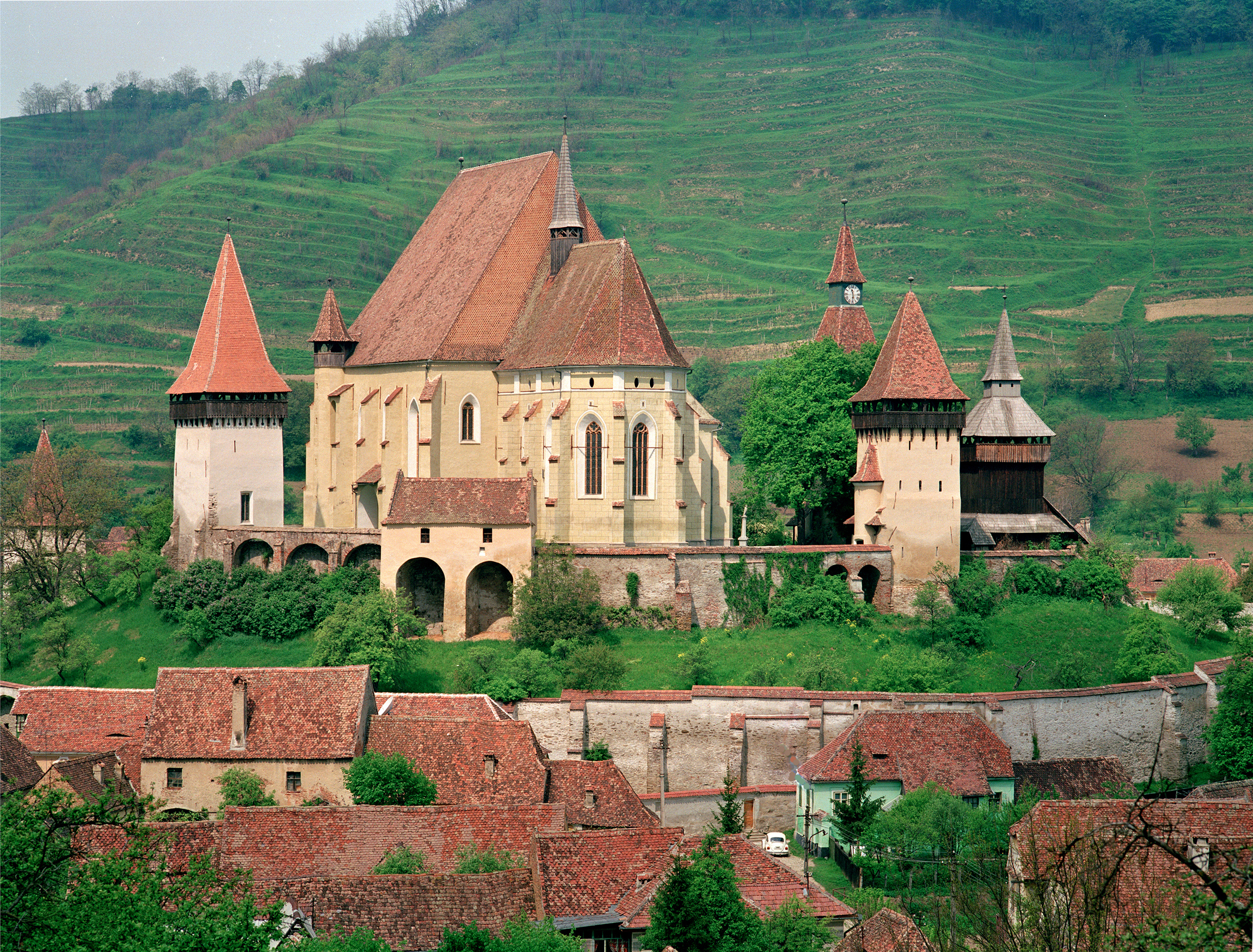
Біртан (Birthälm)) Трансільванська саксонська середньовічна укріплена церква в повіті Сібіу, центральна Румунія

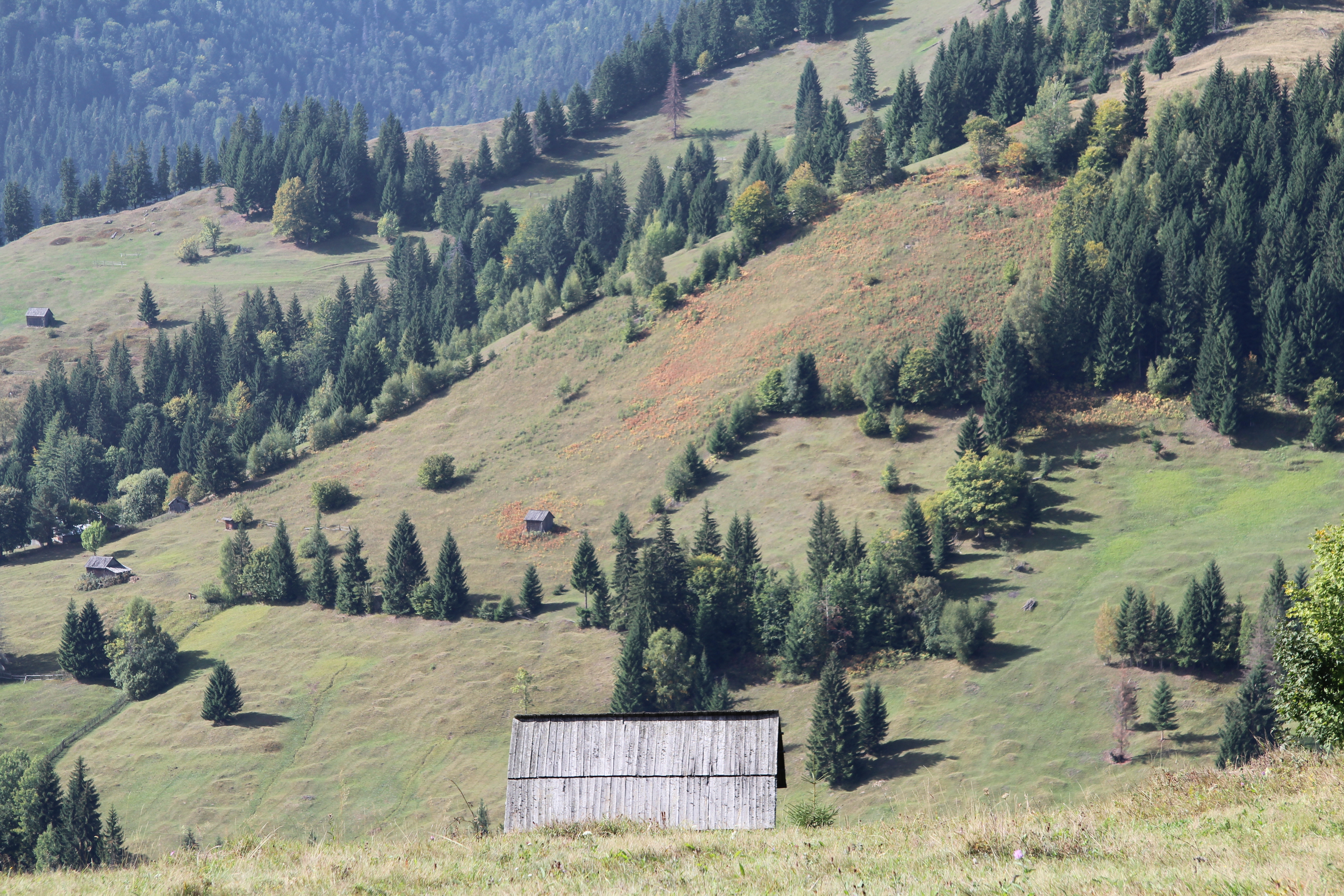
Світовий ліс Слетіоара поблизу Кимпулунг-Молдовенеск у повіті Сучава на північному сході Румунії

- Церкви Молдови — вісім румунських православних церков Молдови розташовані в повіті Сучава, північна Молдова, ⁣(Буковина) і які були збудовані приблизно між 1487 і 1583 роками.
- Дакійські фортеці в горах Орешті — шість фортець (Sarmizegetusa Regia, Costești-Cetățuie, Costești-Blidaru, Piatra Roșie, Bănița та Căpālna), які утворювали оборонну систему Децебала, були створені в 1-х століттях до нашої ери та нашої ери як захист від римського завоювання. і відіграв важливу роль під час римсько-дакійських воєн.
- Історичний центр Сігішоари — це населена середньовічна цитадель, яка була побудована в 12 столітті саксонськими колоністами під латинською назвою Castrum Sex і є місцем народження Влада III Цепеша, також відомого як граф Дракула.
- Дельта Дунаю — це друга за величиною дельта річки в Європі та найкраще збережена на континенті.
- Монастир Хорезу — Він був заснований у 1690 році князем Костянтином Бранковяну в місті Хорезу, повіт Вилча, Валахія, Румунія. Вважається шедевром «стилю Бранковенеск», відомий своєю архітектурною чистотою та збалансованістю, багатством скульптурних деталей, обробкою релігійних композицій, вотивними портретами та його мальовничі декоративні роботи.
- Села з укріпленими церквами в Трансільванії — це сім сіл (шість саксонських і одне секельське), заснованих трансільванськими саксами. Серед них переважають укріплені церкви та характеризуються специфічною схемою розселення, що збереглася з пізнього середньовіччя.
- Дерев'яні церкви Марамурешу — це високі дерев'яні споруди з характерними високими тонкими дзвіницями на західному кінці будівлі. Вони є особливим народним вираженням культурного ландшафту цього гірського району північної Румунії. Ці церкви: Bârsana, Budești, Desești, Ieud, Plopiș, Poienile Izei, Rogoz, Șurdești.
- Букові праліси Карпат та інших регіонів Європи

## Чим можна зайнятися в Румунії

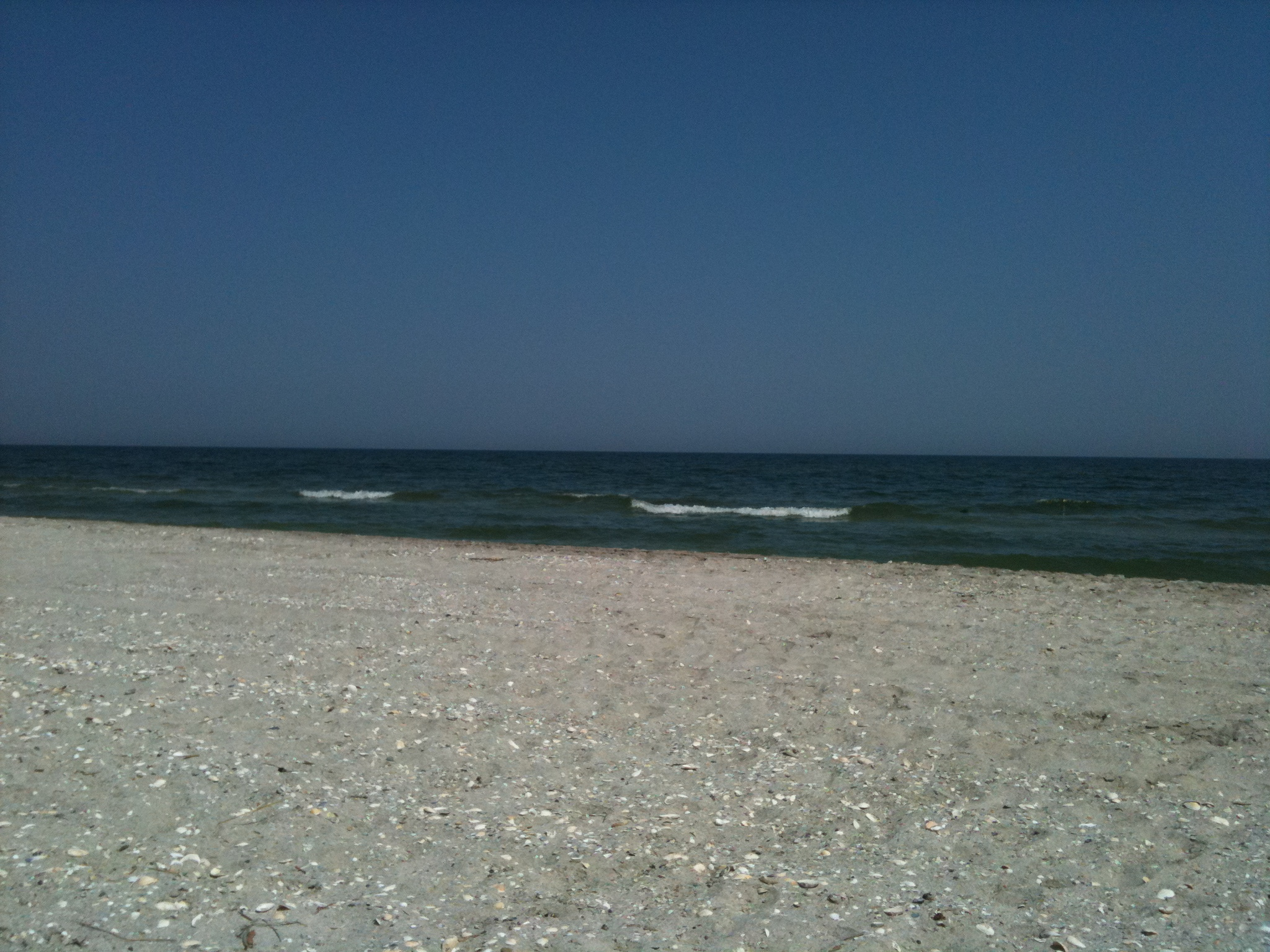
Захищений незайманий пляж у Корбу, округ Констанца, південно-східна Румунія

- Купання на чорноморських курортах (з півночі на південь): Неводарі, Мамая, Констанца, Ефоріє Норд, Ефоріє Суд, Костінешть, Олімп, Нептун, Юпітер, Кап Аврора, Венера, Сатурн, Мангалія, 2 Май і Вама Веке .
- Відпочинок на гірських курортах: Сіная, Буштені, Семенік, Азуга, Страя, Палтініс, Ранка, Кавнік, Арієшені, Предял і Пояна Брашов.
- Відвідування культурних міст: Бухарест, Тімішоара, Сібіу, Брашов, Клуж-Напока, Орадя, Арад, Алба-Юлія, Сігішоара, Тиргу-Муреш і Ясси.
- Сільський туризм, який в основному обертається навколо фольклору та традицій Банату, Марамурешу та Буковини. Враховуючи їх більш ізольований, гірський характер і різноманітність населення, жителі цих двох північних регіонів Румунії зберегли давні традиції, такі як фарбування великодніх яєць,[5] розпис будинків, а в деяких частинах навіть є збережена стару місцеву архітектуру.
- Походи в Карпати з багатьма гірськими колибами
- Спа та оздоровчі курорти: Беїле-Херкулане, Бейле- Фелікс, Бузіаш, Совата, Келіменешті, Моняса і Текіргіол
- Музеї
- Подорожувати на парових локомотивах Mocănița в гірських районах Банату, Марамурешу, Трансильванії та Буковини.[6]
- Подорожувати водними шляхами дельти Дунаю, зупиняйтись в традиційних селах, до яких можна дістатися лише на човнах, як-от Сфанту-Георге.[7]

## Основні туристичні пам'ятки
- Багато середньовічних замків і укріплень
- Печера Скерішоара та Ведмежа печера розташовані в горах Апусені
- Сфінкс і Бабеле, обидва розташовані в горах Бучеджі
- Національний парк Cheile Nerei-Beușnița, Національний парк Domogled-Valea Cernei, Національний парк Semenic-Caraș Gorge, Залізні ворота в окрузі Караш-Северин
- Масив Чехлау в повіті Нямц
- Гори Пятра Крайулуй
- Грязьові вулкани Берка, в повіті Бузеу
- Веселий цвинтар у Сапанці, повіт Марамуреш
- Палац парламенту, Бухарест, одна з найбільших будівель у світі
- Вулиця Ліпскані в старому місті Бухареста, найважливіший комерційний район міста та князівства Валахії від середньовіччя до початку 19 століття
- Трансфегерашанська дорога
- Трансальпінська дорога
- Ущелина Турда (Cheile Turzii)
- Соляна шахта Турда
- Соляні копальні Прайда
- Залізні ворота (Дунайська ущелина)
- Острів Хацег, округ Хунедоара
- Сігішоара, середньовічне укріплене місто на південному сході Трансільванії (також місце народження Влада Цепеша)
- Старе місто Тімішоара
- Водоспад Бігар: згідно з The World Geography, водоспад Бігар є унікальним водоспадом у всьому світі.[8]
- Національний парк Козія з горами, стародавніми руїнами та середньовічними замками
- Дельта Дунаю

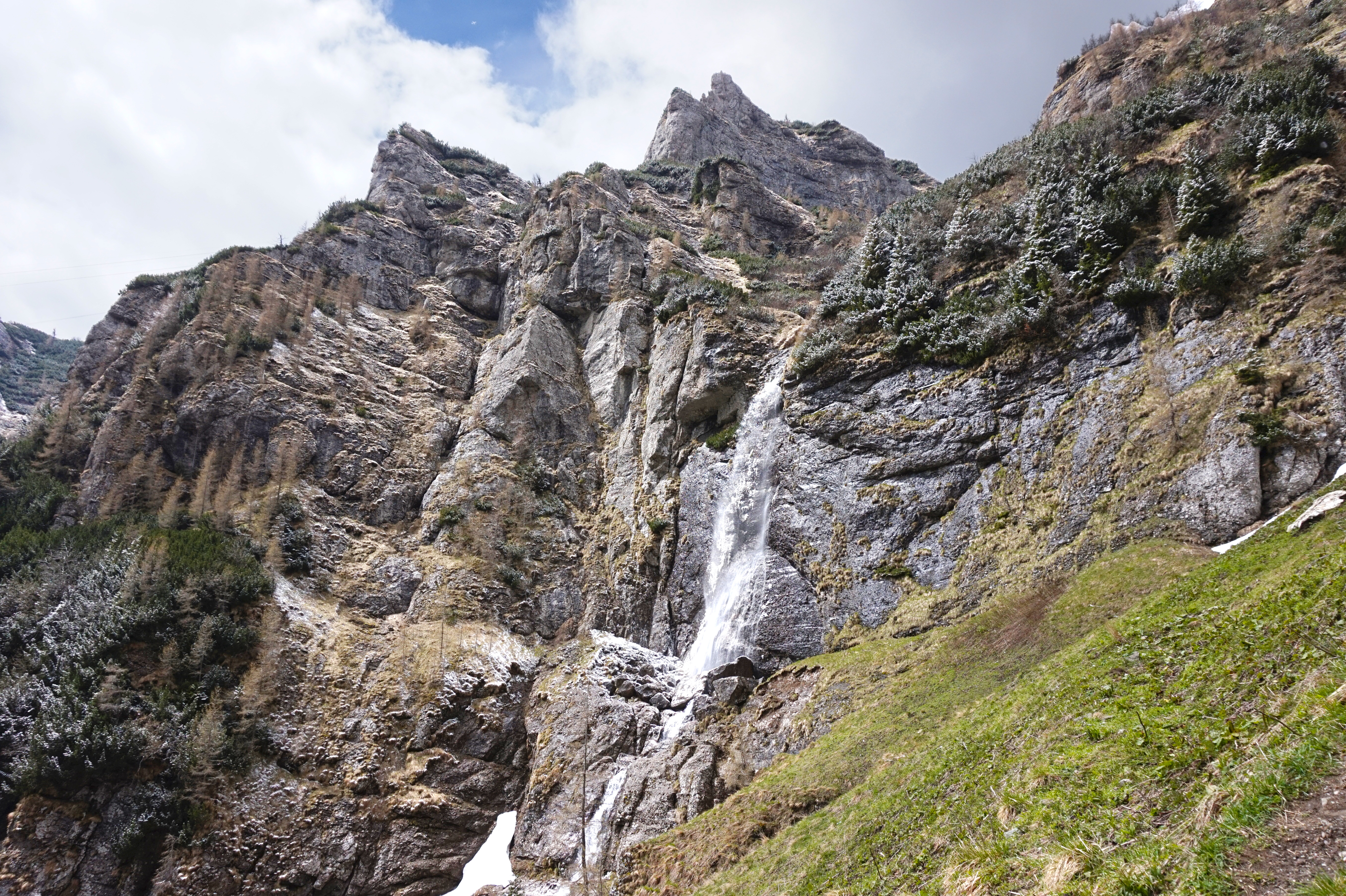
Водоспад в горах Бучеджі
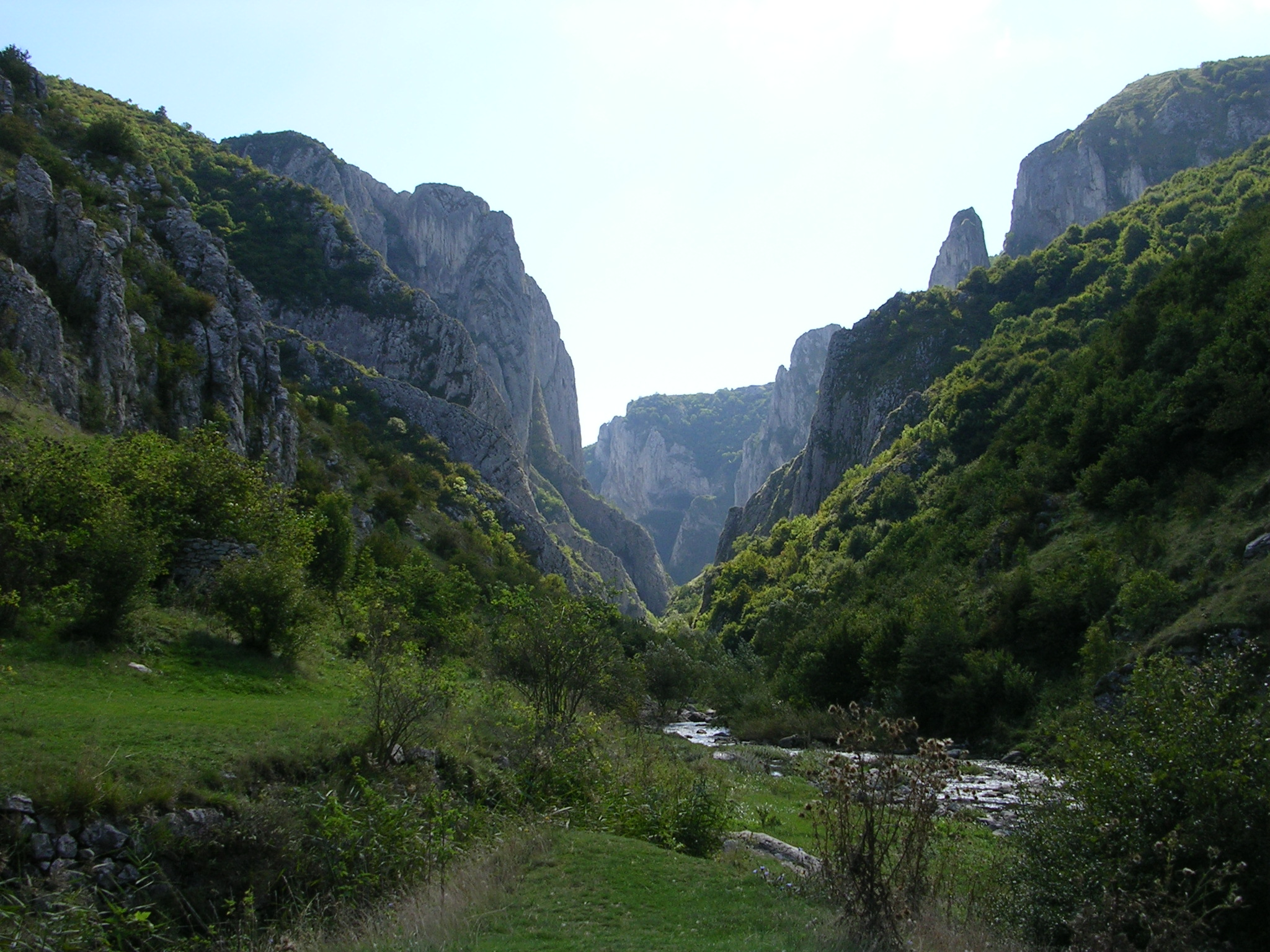
Ущелина Турда
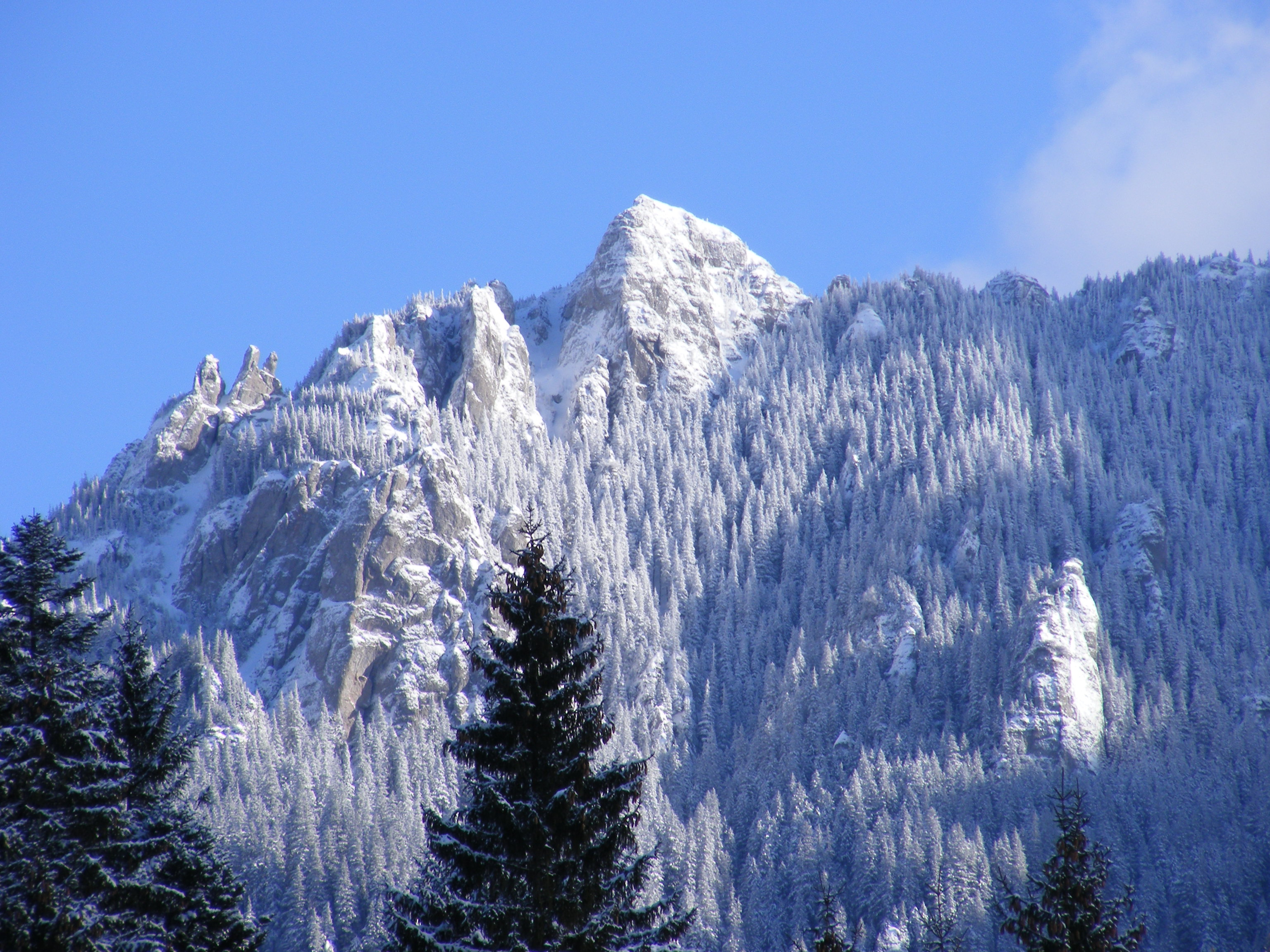
Масив Чехлау[en], округ Бакеу
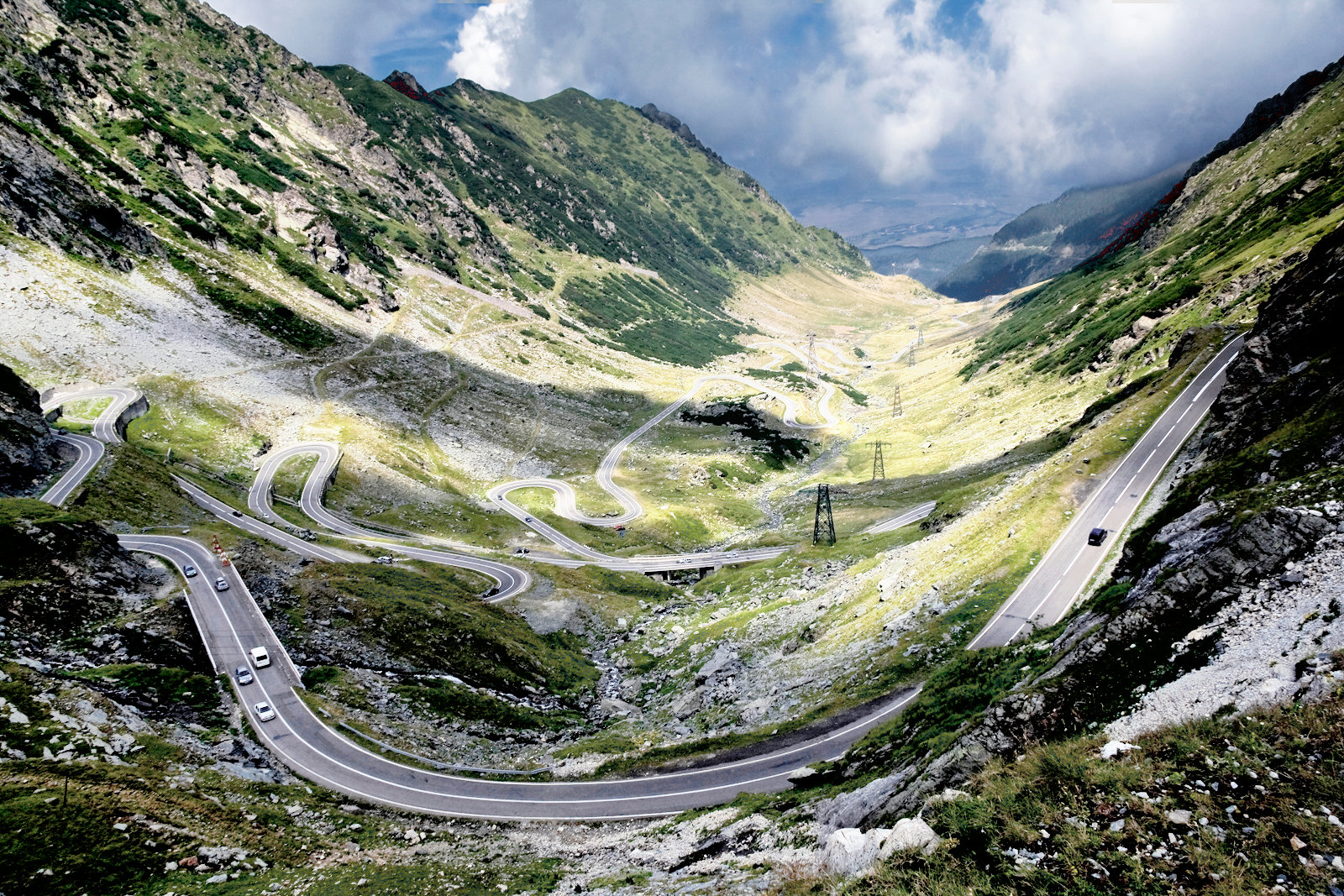
Трансфегерашанська дорога
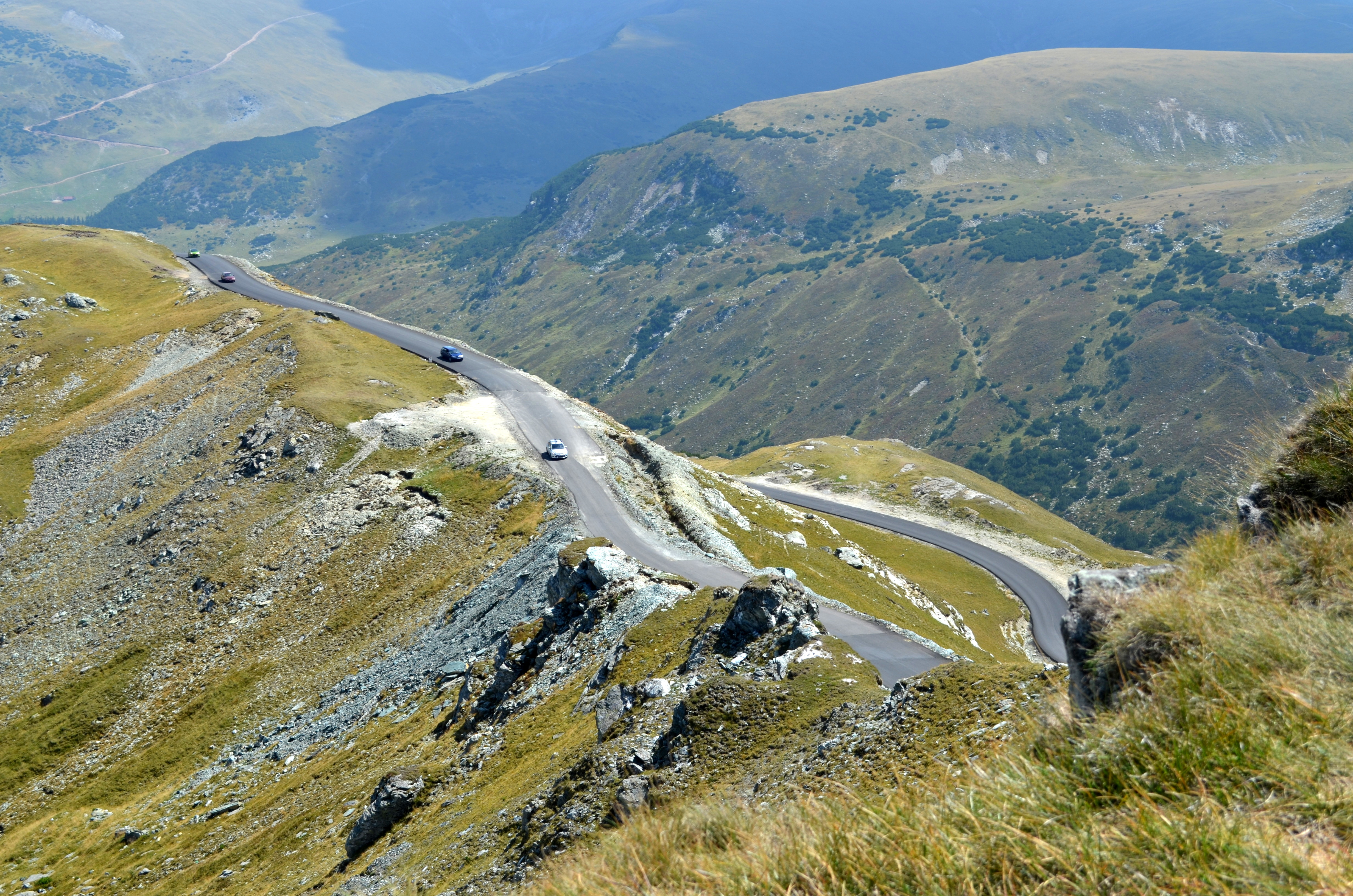
Трансальпінська дорога[en]
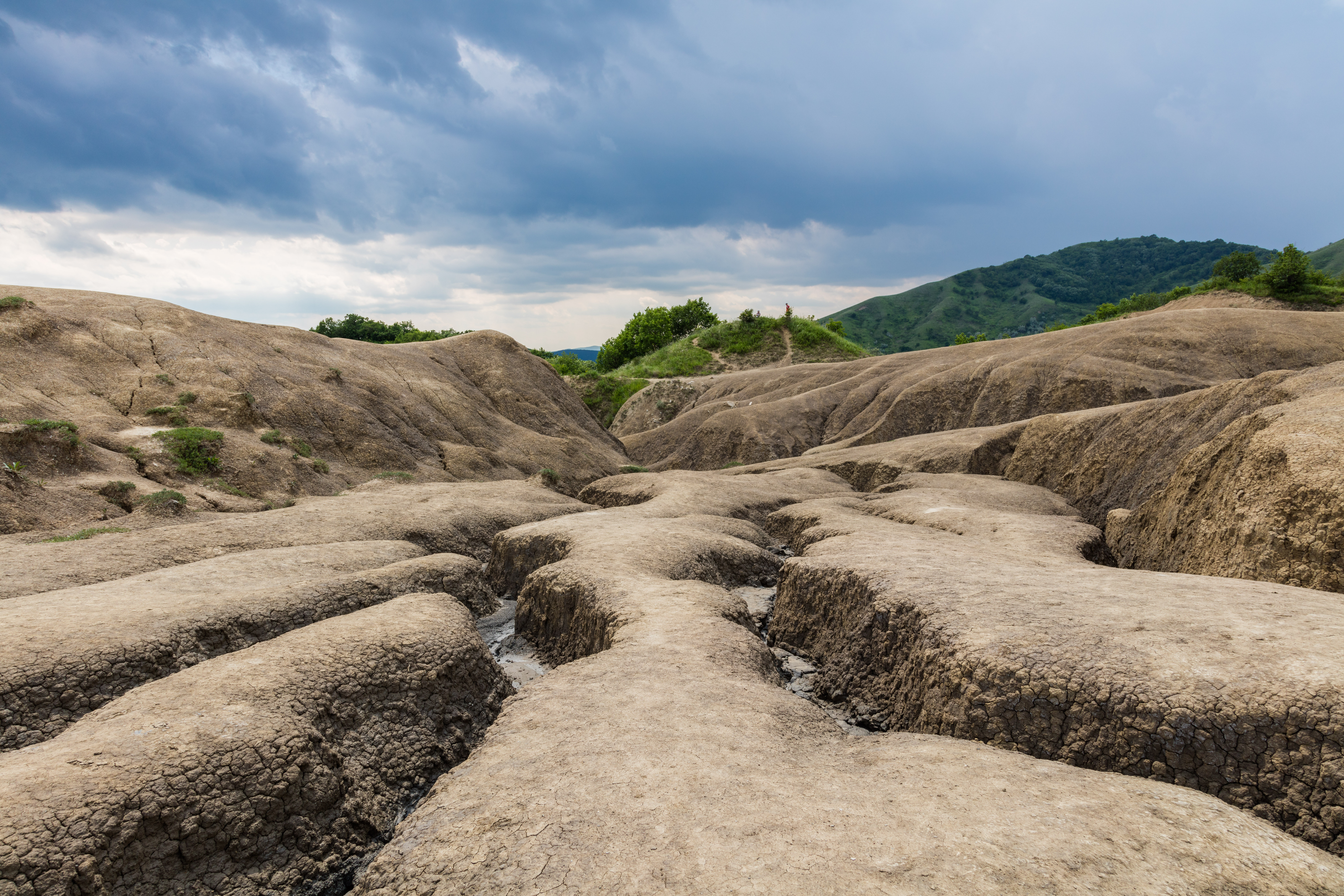
Грязьові вулкани Берка, округ Бузеу
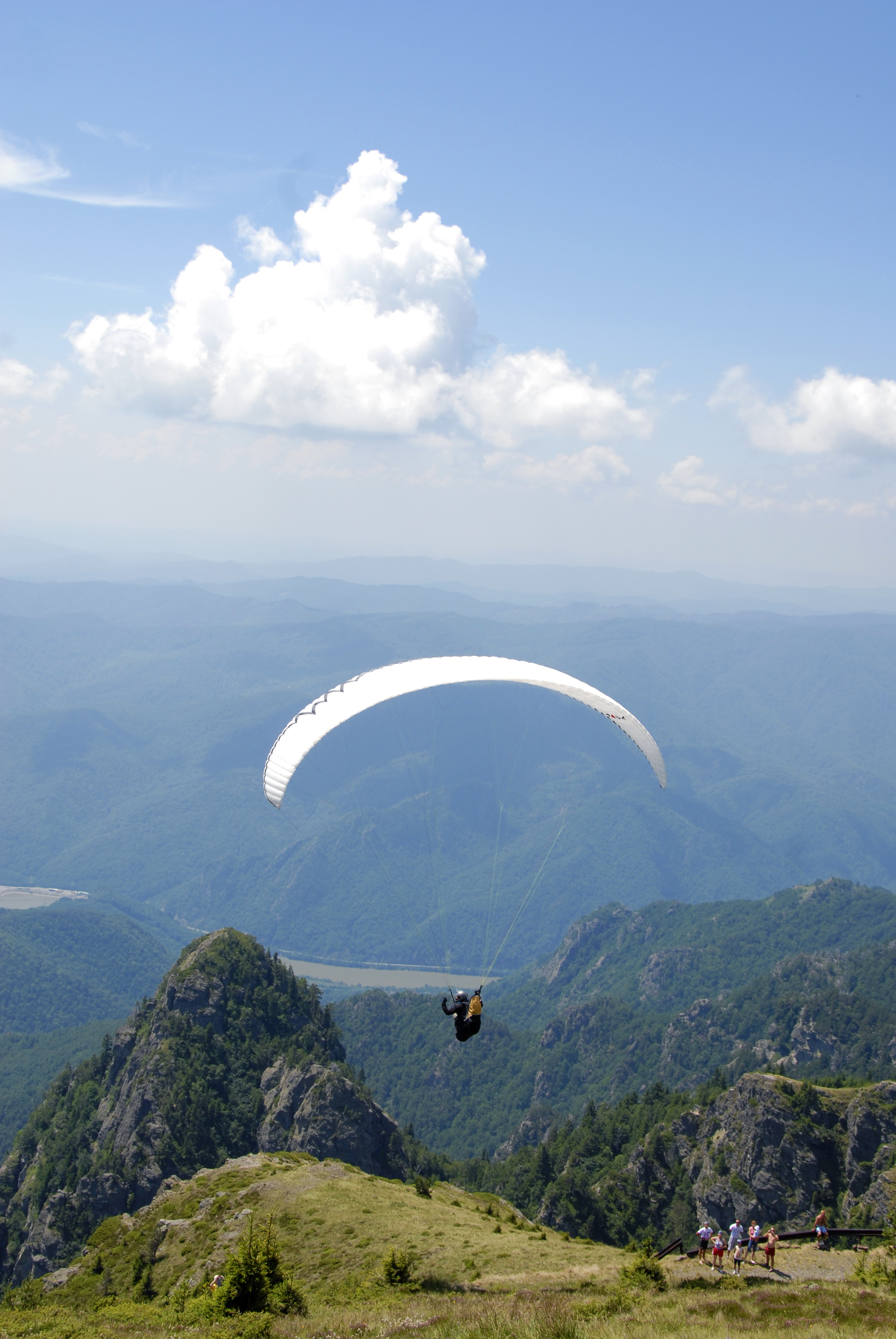
Гірський ландшафт у національному парку Козія, округ Вилча
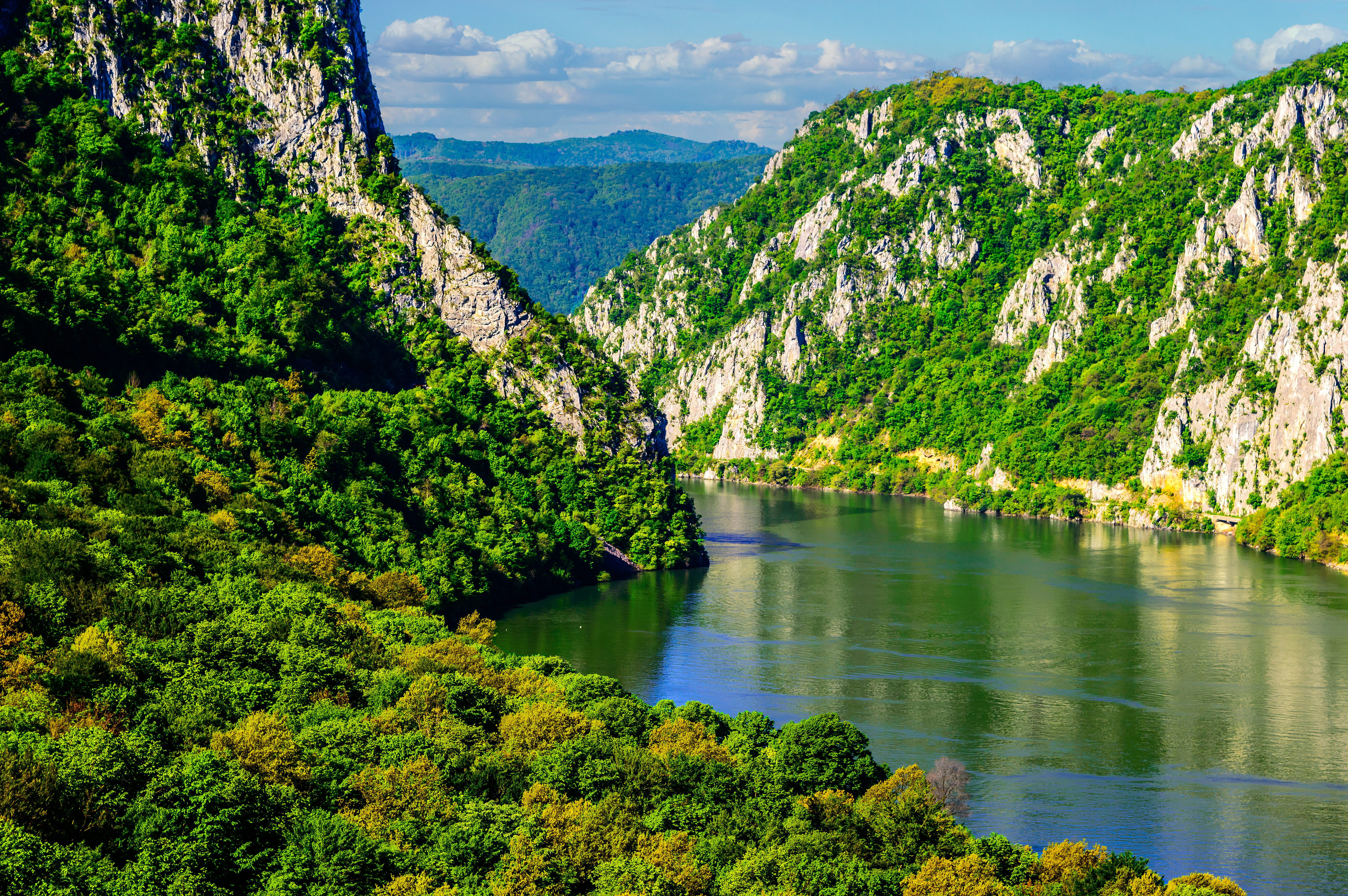
Залізні ворота, (Дунайська ущелина)
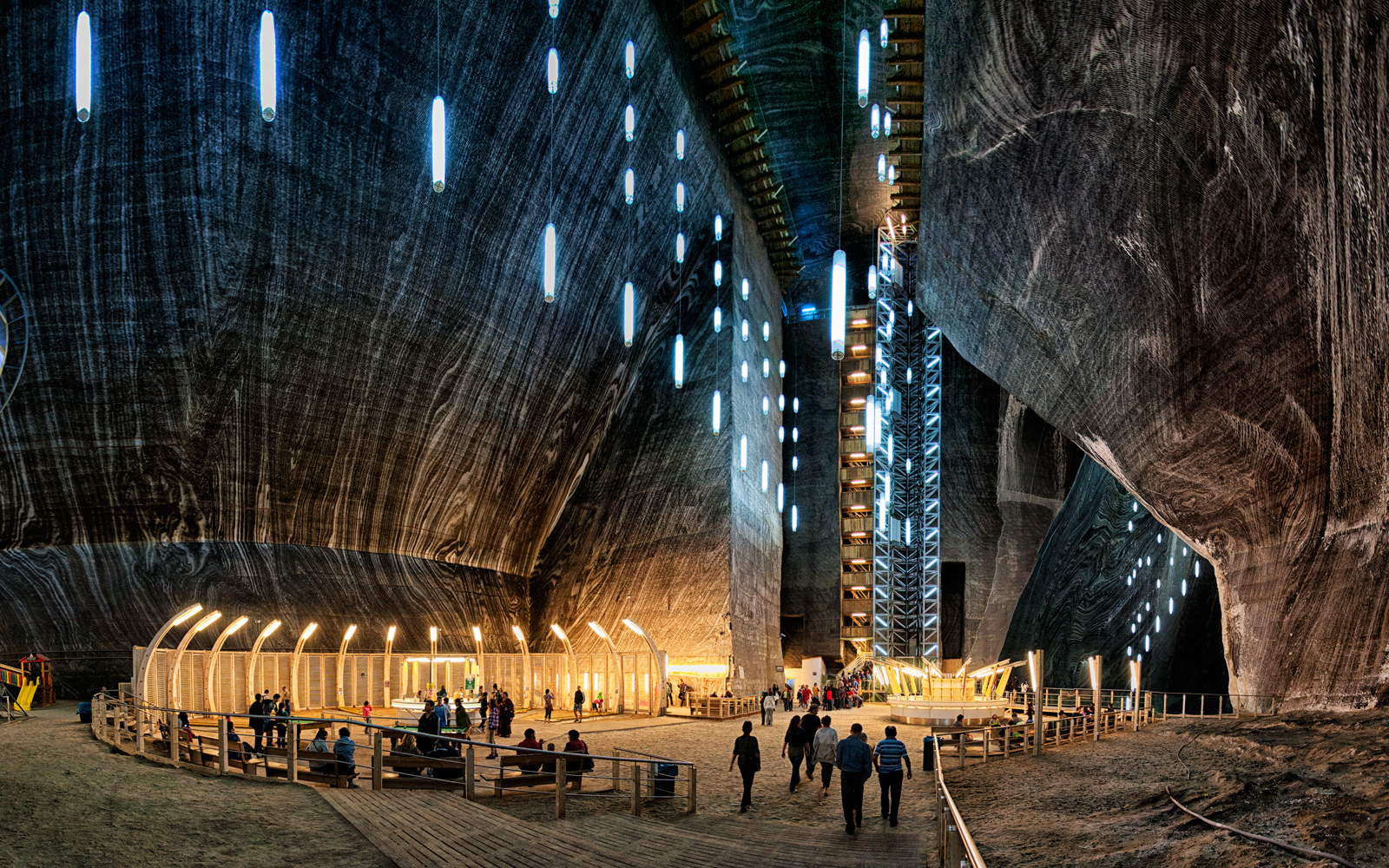
Соляна шахта Турда
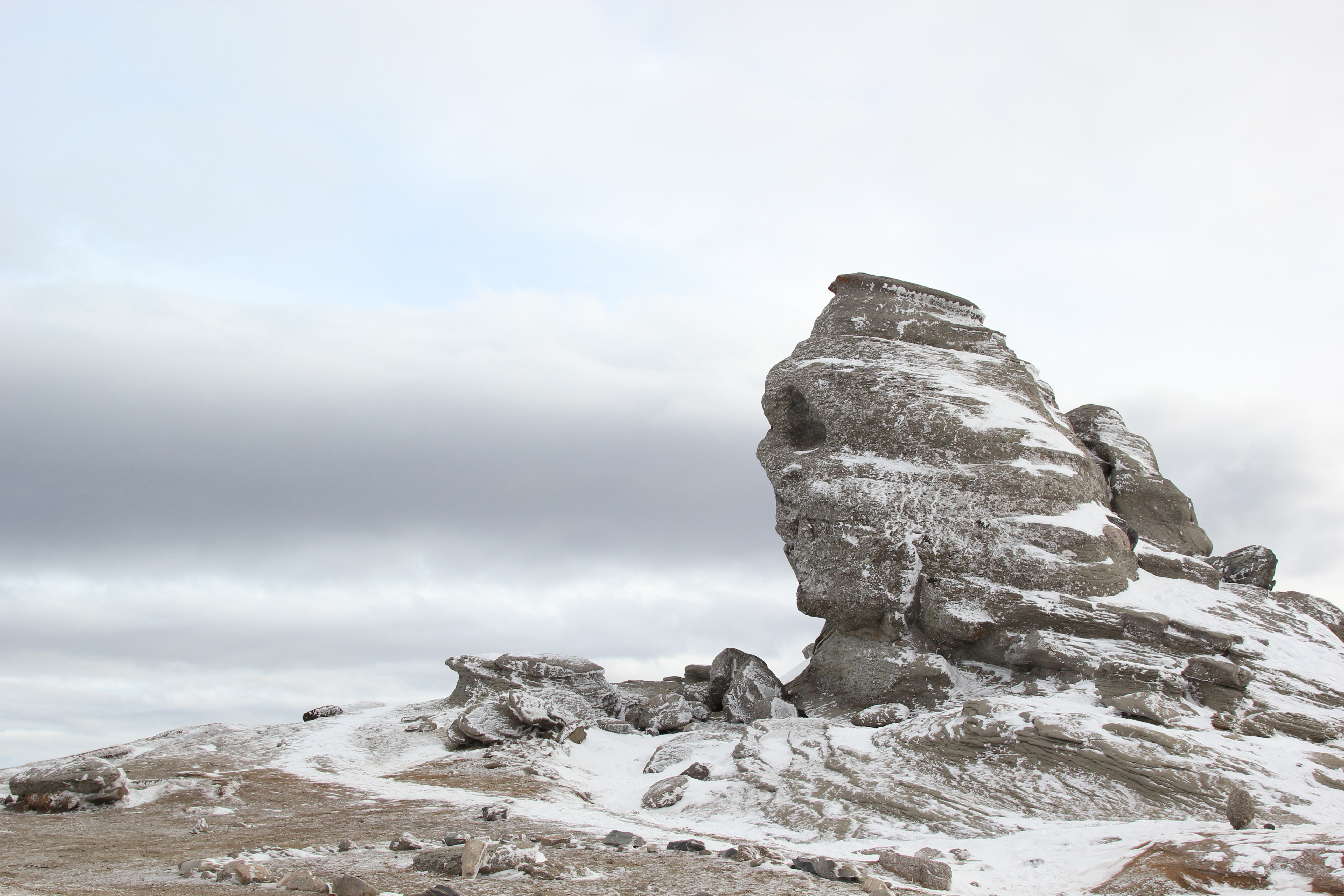
Сфінкс з гір Бучеджі
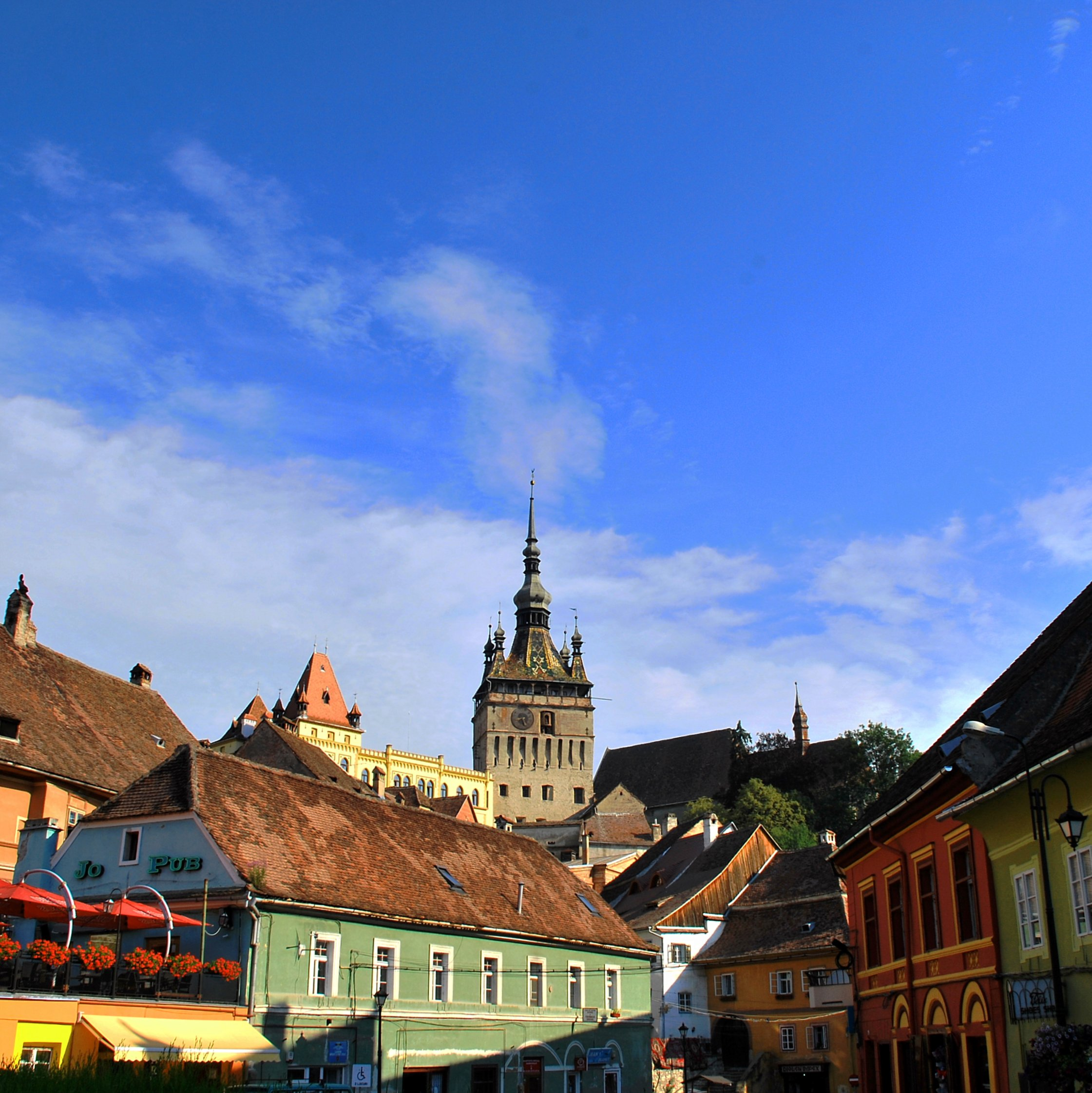
Частина старого міста Сігішоара, повіт Муреш
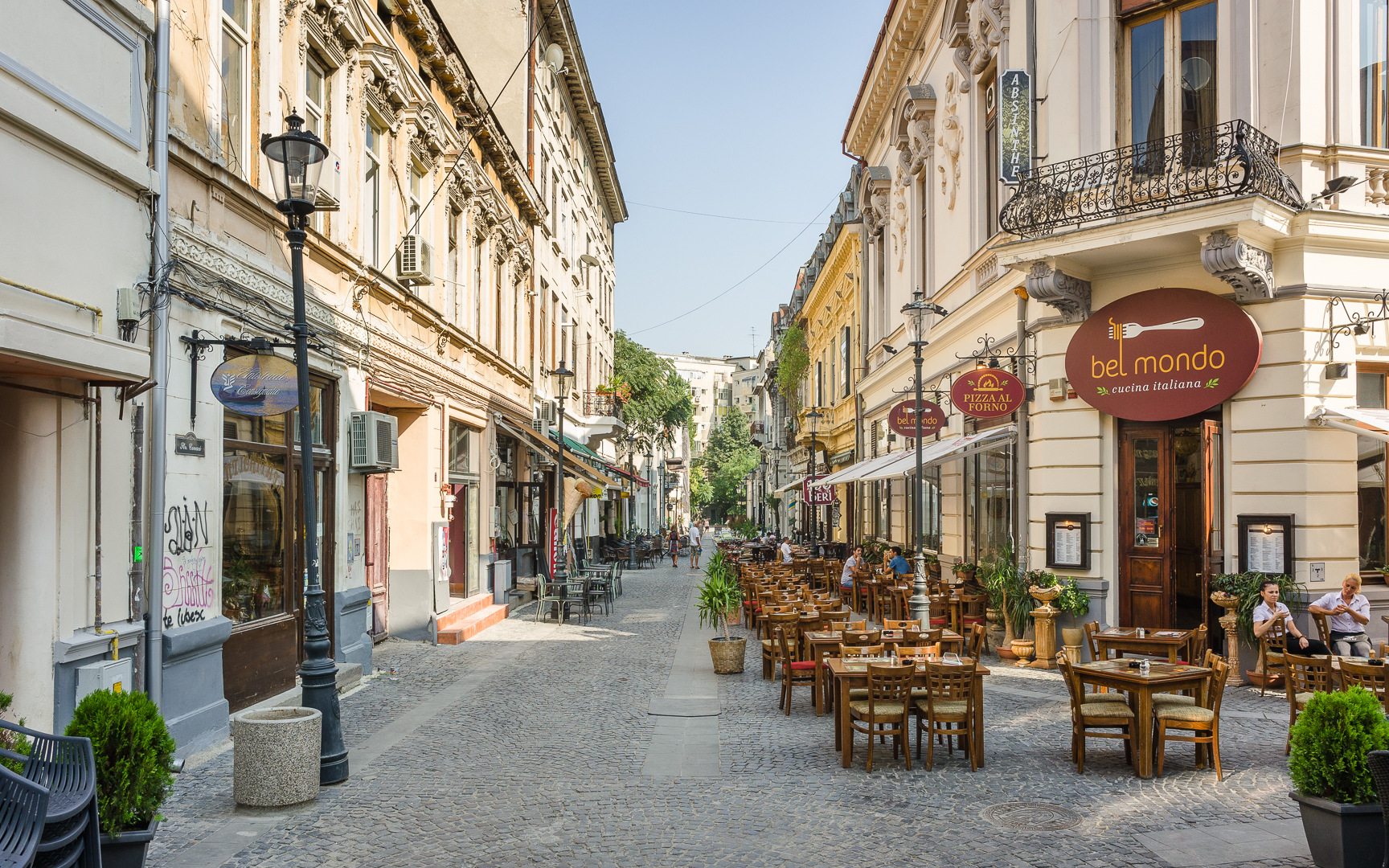
Частина вулиці Ліпскані[en] в Старому місті Бухареста
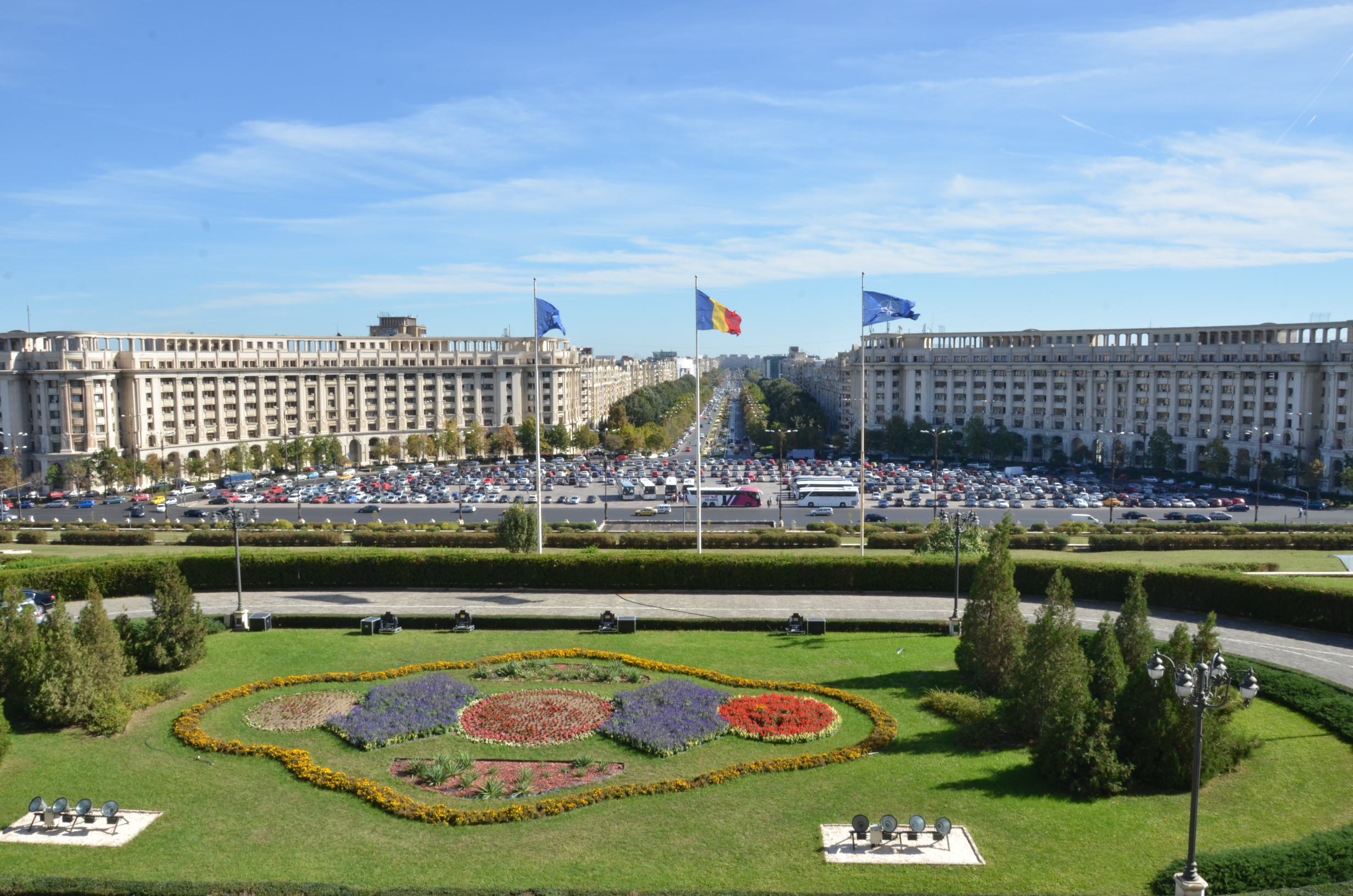
Палац Парламенту в Бухаресті
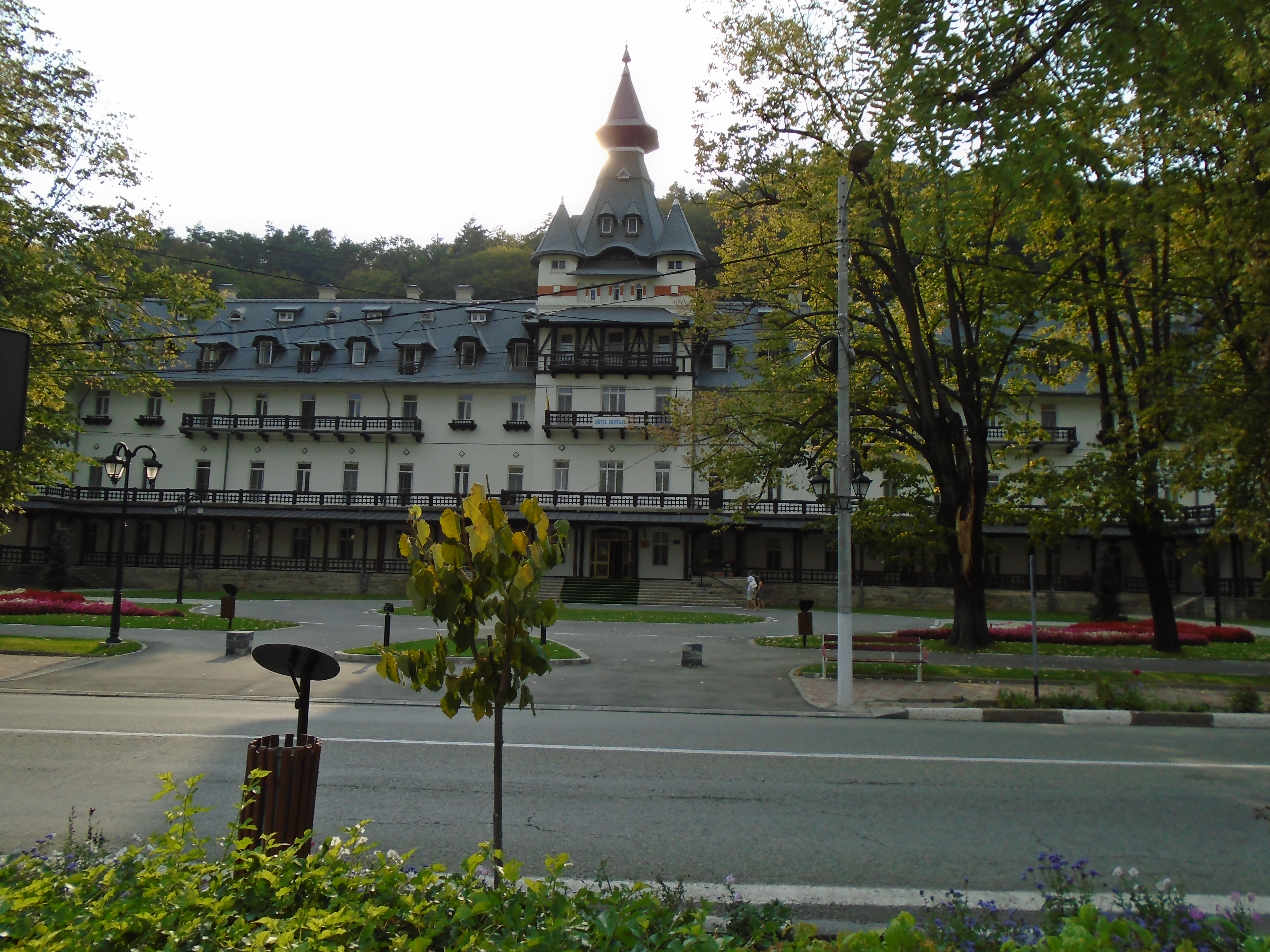
Келіменешті
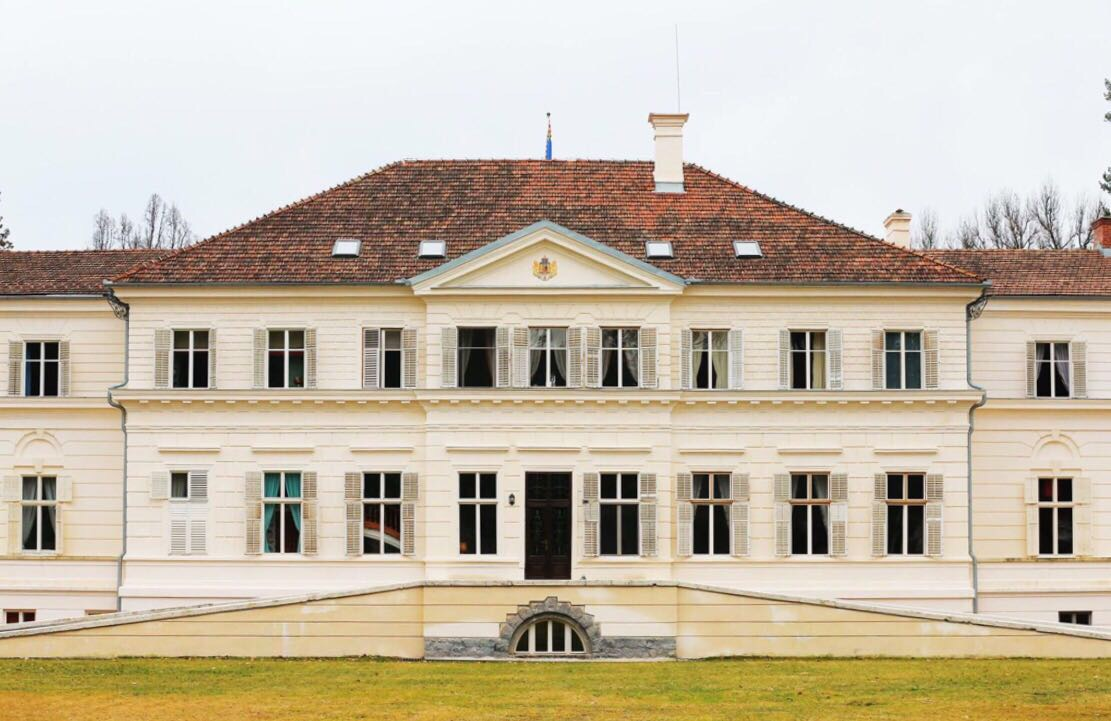
Королівський замок Саваршин
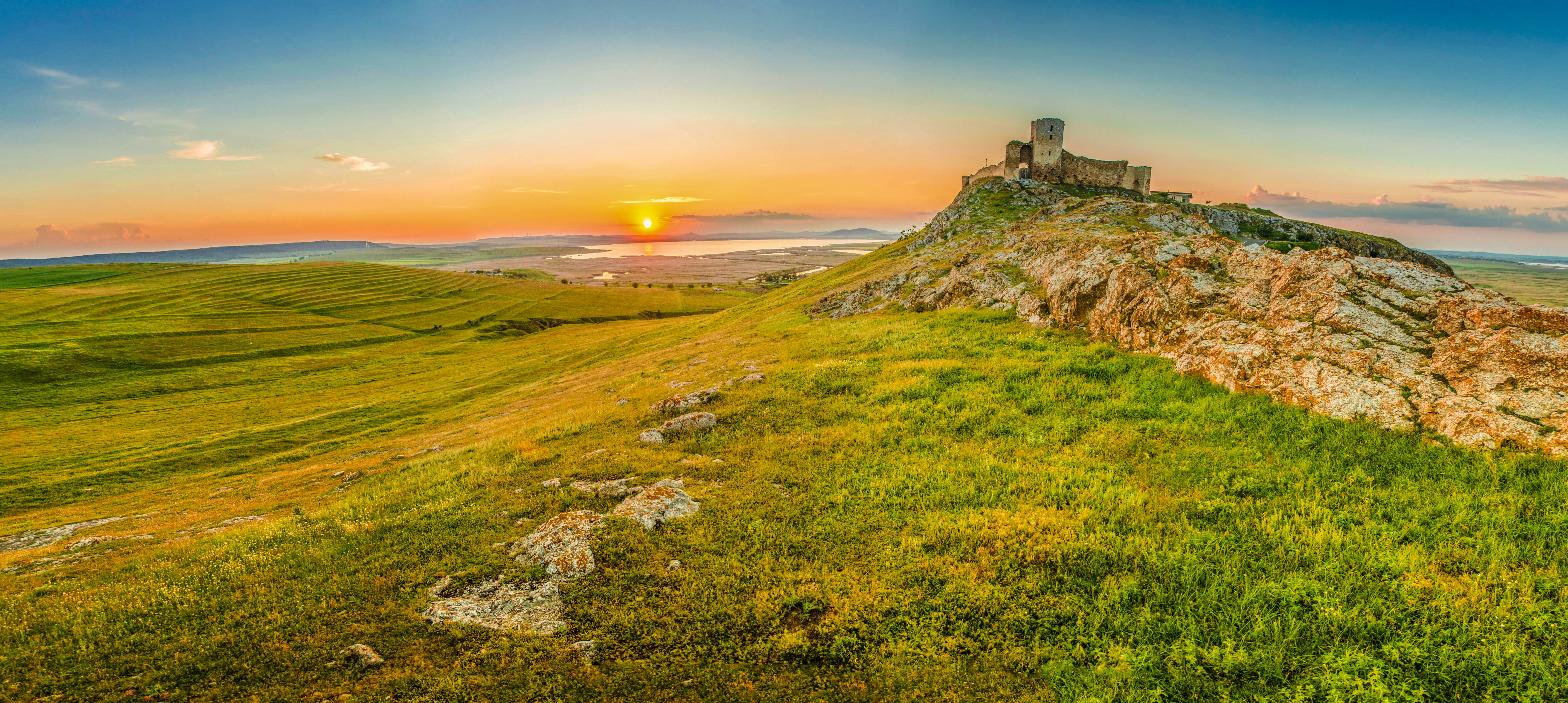
Цитадель Енісала
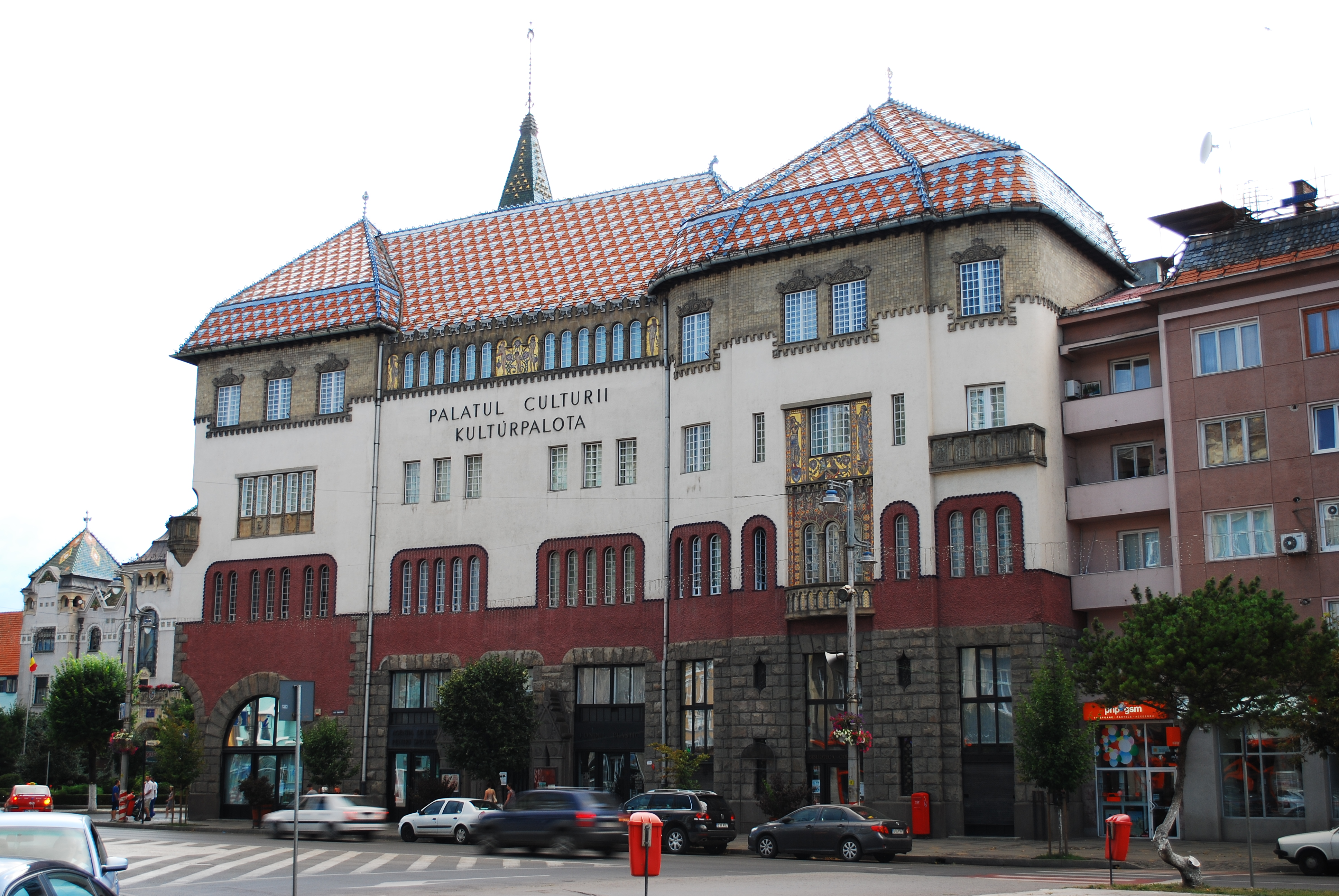
Тиргу-Муреш
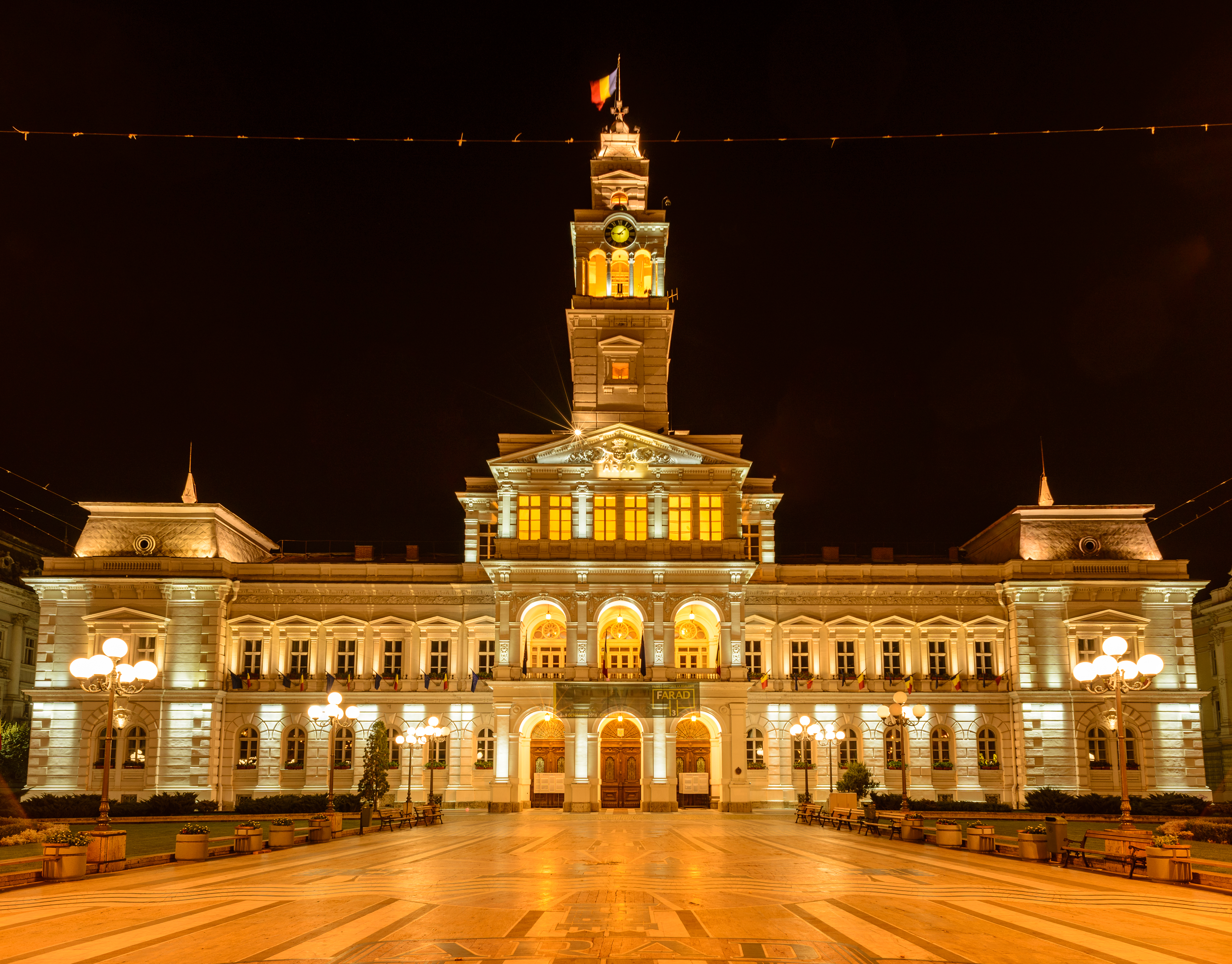
Арад

## Фестивалі

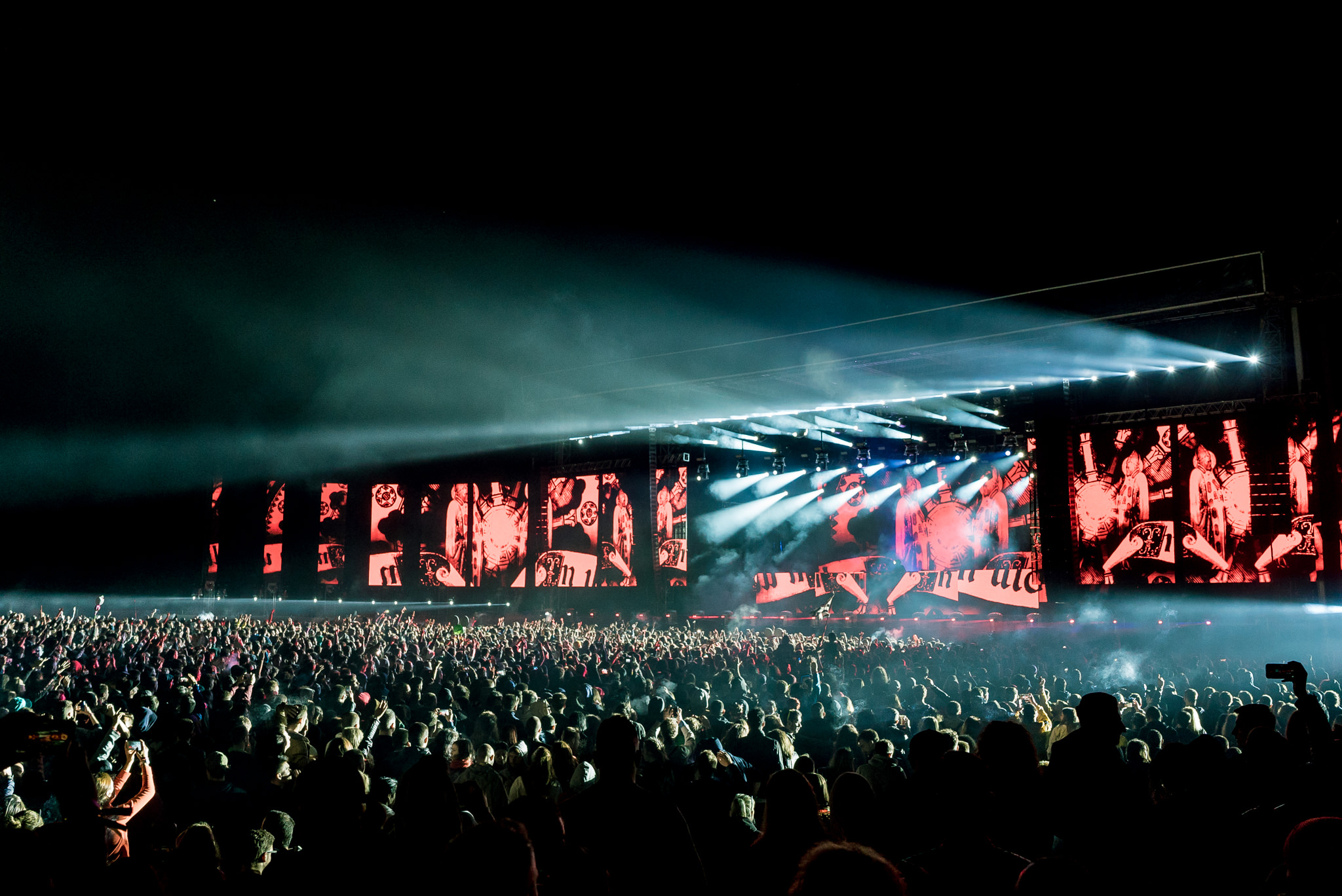
Фестиваль Electric Castle у 2017 році

- Фестиваль Джордже Енеску в Бухаресті
- Джазовий фестиваль EUROPAfest в Бухаресті
- Джазовий фестиваль Gărâna в Караш-Северині
- Революційний фестиваль у Тімішоарі
- Півострів / фестиваль Félsziget у Тиргу- Муреші
- Фестиваль «Золотий олень» у Брашові
- Фестиваль Каллатіс в Мангалії
- Фестиваль Electric Castle у замку Бонціда Банфі поблизу Клуж-Напока
- Трансільванський міжнародний кінофестиваль у Клуж-Напоці
- Untold Festival у Клуж-Напоці — найбільший музичний фестиваль Румунії
- Фестиваль Neversea в Констанці
- Міжнародний театральний фестиваль у Сібіу
- Середньовічний фестиваль у Сігішоарі

## Іноземні туристи за країнами
Більшість відвідувачів, які прибули з метою туризму до Румунії у 2021 році, були з таких країн:
| Номер                     | Країна                    | Кількість туристів |
| ------------------------- | ------------------------- | ------------------ |
| 1                         | Молдова                   | 4,917,707          |
| 2                         | Угорщина                  | 3,561,548          |
| 3                         | Болгарія                  | 3,527,103          |
| 4                         | Україна                   | 1 055 344          |
| 5                         | Німеччина                 | 2,466,481          |
| 6                         | Сербія                    | 1 426 741          |
| 7                         | Італія                    | 1 425 095          |
| 8                         | Туреччина                 | 1 326 561          |
| 9                         | Польща                    | 1 301 680          |
| 10                        | Ізраїль                   | 1 229 530          |
| Всього іноземних туристів | Всього іноземних туристів | 23 222 889         |

## Зручності для людей з обмеженими можливостями
Зручності для мандрівників з обмеженими можливостями в Румунії варіюються від неоднозначних до тих, що не існує. Люди з обмеженими можливостями повинні бути готовими до цього, й в ідеалі мати контакти місцевих жителів. Попри те, що в країні були зроблені деякі повільні кроки в напрямку доступного туризму для людей з обмеженими можливостями, на практиці Румунія залишається загалом не дуже зручною для таких мандрівників.

## Промисловий та креативний туризм
Промисловий туризм, як ніша туризму в Румунії та як рішення для реструктуризації колишніх великих промислових об'єктів (видобувної промисловості, металургії, важкої промисловості), розвивається доволі повільно, попри приєднання країни до Європейського Союзу у 2007 році. Попри те, що зараз країна стикається з тривалим і важким економічним переходом, вона має багату промислову та наукову історію з багатьма світовими пріоритетами та все ще має збережені автентичні традиційні ремесла та сільські громади. За допомогою європейських фондів і проєктів підтримується стійке відродження традиційного сектору, яке передбачає креативну діяльність у сфері туризму, що поки розвивається в деяких географічних регіонах і ще не у великому масштабі.
Водночас попри великий потенціал існує відносно небагато організацій, які організовують, забезпечують або дозволяють відвідування промислових місць, більшість з них належать державі, основною причиною цього все ще є слабка участь і підтримка багатьох державних органів. Крім того, зацікавлені сторони туризму приділяють відносно невелику увагу основним ядрам цієї ніші (промислова спадщина, техніка, наука та живе виробництво), і на ринку практично не існує багатьох пропозицій такого роду, за деякими суттєвими винятками: етнографічний та винний туризм, а також деякі відновлені промислові та лісові вузькі залізниці та парові двигуни, які все ще працюють.

### Основні пам'ятки
Згідно з вебкаталогом пам'яток індустріального та креативного туризму Румунії та деяких сусідніх країн, що містить фотографії та короткі описи англійською мовою кожного об'єкту, основними пам'ятками, що відкриті для громадськості, є:
- національні та регіональні технічні та етнографічні музеї: Національний технічний музей Дімітріє Леоніда та Музей авіації в Бухаресті, музеї гірничої справи в Бреді, Петрошані, Росія-Монтана, технічний музей у Яссах, музей трамвая в Тімішоарі, Музей нафти в Плоєшті., астрономічні обсерваторії в Бухаресті та Бакеу, сільські музеї в Бухаресті, Пітешті, Сібіу, Клуж, Тімішоара, Вилча, Сучава;
- залізничний туризм на нещодавно відновлених вузькоколійках з Брада, Абруда, Ковасна, Молдовіта, Агніта, Васер, гірська залізниця Оравіта — Аніна, відкрита в 1864 році;
- музеї електростанціями Чернавода (атомна), Залізні ворота (ГЕС, на Дунаї, 2200 МВт, найбільша в Європейському Союзі), Саду (ГЕС, побудована в 1896), Сіная (ГЕС, побудована в 1899), Гребла — Решіца (ГЕС, 1904 р. побудови);
- екскурсії по фабриках: за винятком деяких харчових (шоколадних, безалкогольних напоїв, йогуртів) фабрик, які надають відвідування школярам; немає важливих компаній різного напрямку (автомобільних, виробничих, порцелянових, текстильних, високих технологій тощо), які б сприяли таким туристичним відвідуванням. Однак деякі референтні підприємства можуть прийняти відвідування за особливим запитом (Решицький завод, металургія, важке машинобудування, заснований у 1771 році, також має дуже цікавий музей, Розробка мармуру Рущита). Чудова програма відвідування, розпочата в жовтні 2013 року, пропонує пивоварний завод Timisoreana, фабрику, засновану в 1718 році, з дуже цінною спадщиною;
- промислова спадщина: навіть якщо промислова спадщина цінна, більшість пам'яток все ще покинуті їхніми власниками. Однак можна згадати декілька винятків;
- автоспорт: всупереч відсутності інфраструктури міжнародного стандарту, наприклад перегонових доріжок, існують національні федерації, які організовують змагання для багатьох категорій, а також школи перегонів, які пропонують курси для участі;
- соляні копальні з: Турда, Прайд, Качіка, Сланік-Прахова, Окнеле-Марі, Окна-Сібіулуй (солоні озера) однаково відомі своїм туристичним інтересом (музеї, підземні парки розваг), а також терапевтичним використанням (респіраторні захворювання)
- традиційні ремесла: різьблення по дереву, ткацтво, гончарство, скло, вишивка. Багато майстрів зберегли традиції в деяких сільських районах Молдавії, Трансільванії та Олтенії. Більшість продає свою продукцію лише на місцевих ринках, але вони починають організовуватися, і деякі відкривають свої майстерні для туристів;
- виноробні: деякі виноградники мають неймовірні краєвиди, а вина, які тут виробляються, мають усталені та давні традиції. Винний туризм забезпечує презентації технологій і печер-сховищ і добре розвинений у Румунії. Відомі великі виноробні заводи: Murfatlar, Cotnari, Dragasani, Recaș, Prahova Valley, Odobesti, Husi, Cricova (біля Кишинева, в Республіці Молдова, величезний, з приблизно 80 кілометрами тунелів і печер)

## Інфраструктура
Сьогодні в Румунії функціонує 16 міжнародних комерційних аеропортів. Загалом аеропортом країни у 2016 році мали змогу скористатися 16,4 млн пасажирів. Найбільшу кількість пасажирів привернув Бухарестський міжнародний аеропорт імені Анрі Коанди, який завершив рік із майже 11 мільйонами пасажиропотоків.
У Румунії також є велика мережа залізниць, CIA World Factbook стверджують, що Румунія 22-га країна за величиною мережі залізниць у світі. Залізнична мережа значною мірою взаємопов'язана з іншими європейськими залізничними мережами.